# Prilipeț
Prilipeț – wieś w Rumunii, w okręgu Caraș-Severin, w gminie Bozovici. W 2011 roku liczyła 722 mieszkańców. 